# Jacques Zouvi
Jacques Zouvi est un comédien québécois d'origine turque, né le 23 mai 1931 à Paris, décédé le 7 janvier 1989 à Montréal (Québec).

## Biographie
Arrivé au Canada en 1947, il s'installe à Montréal après un séjour à Toronto et y devient comédien. Au cours de sa carrière, Jacques Zouvi participe à plusieurs productions théâtrales, en français et en anglais, tant au Québec qu'ailleurs au Canada. On le retrouve, notamment, au Théâtre du Nouveau Monde, à l'Égrégore, au Manitoba Theater Centre, au Théâtre du Rideau Vert, au Centre national des Arts d'Ottawa, etc. Il se fait aussi connaître dans des émissions pour enfants à la Télévision de Radio-Canada, telles Le Grenier aux images et Domino (1957-1962), avec Jacqueline Vézina et Claude Léveillé.
En 1960, à l'Égrégore, il met en scène Fin de partie de Samuel Beckett, pièce pour laquelle il obtient la mention de la meilleure mise en scène lors du Festival d'art dramatique de Montréal.
Il joue au théâtre dans The Misser (1951-52), Ankarina (1955), La Nuit des rois (1956), Les Caprices de Marianne (1962-63), Richard II (1964), Le Bourgeois gentilhomme (1967-68), Arlequin, serviteur de deux maîtres (1969-70), Les Précieuses ridicules (1979-80), etc. 
Comédien et animateur à la télévision, il fait aussi quelques apparitions au cinéma.
Jacques Zouvi est cofondateur du Théâtre de 10 heures (1957-58), de la Compagnie de Montréal (1960) et du Centre Théâtre (1961-62). Directeur artistique du Théâtre des Jeunesses Musicales, il est aussi metteur en scène au Conservatoire d'art dramatique de Montréal et à l'École nationale de théâtre du Canada.
Entre 1969 et 1984, il enseigne le théâtre au Cégep de Saint-Hyacinthe.
Il est l'époux de la comédienne Amulette Garneau et le père d'Alain Zouvi, comédien lui aussi. Jacques Zouvi est décédé le 7 janvier 1989 lors d'un accident de voiture sur le pont Jacques-Cartier à Montréal.

## Sources
- Fonds d'archives Jacques-Zouvi